# Aéroport international de San Luis Potosí
L'aéroport international Ponciano Arriaga ou aéroport international de San Luis Potosí (code IATA : SLP • code OACI : MMSP • code DGAC M. : SLP), localisée dans la commune de Soledad de Graciano Sánchez, dans la Zone Métropolitaine de San Luis Potosí, dans l'État de San Luis Potosí, au centre du Mexique; il gère le trafic aérien national et international de San Luis Potosí.
Dans cet aéroport, l'entreprise mexicaine de  transport et logistique Estafeta a établi sa base pour les opérations de la section cargo aérien de Estafeta Carga Aérea.

## Information
En 2014, San Luis Potosí a reçu 373 986 passagers, alors qu'en 2015 il a reçu 444 469 passagers, selon des données publiées par Groupe aéroportuaire Centre Nord.
C'est principalement un aéroport de fret, c'est le hub d'Estafeta.
L'aéroport possède une plate-forme d'opérations avec  16 000 mètres carrés, qui peut recevoir simultanément 3 aéronefs. En ce qui concerne la zone de services, il possède un parking d'une capacité de 400 automobiles, ainsi qu'un terminal pouvant accueillir 300 personnes en heure de pointe 
L'aéroport a été nommé en l'honneur de Ponciano Arriaga, un avocat mexicain originaire de la ville et qui a soutenu le gouvernement de Benito Juárez.

## Situation
| \| 500 km1:6 468 000 \| Acapulco Aguascalientes Huatulco Campeche Cancún Chetumal Chihuahua Ciudad · del Carmen Ciudad Juárez Ciudad · Obregón Ciudad · Victoria Colima Cozumel Culiacán Guanajuato Durango Guadalajara Hermosillo Ixtapa · Zihuatanejo La Paz San José · del Cabo Los Mochis Matamoros Mazatlán Mérida Mexicali Mexico B.J. Mexico F.A. Minatitlán Monterrey Morelia Nuevo · Laredo Oaxaca Playa · de Oro Puebla Puerto · Escondido Puerto · Vallarta Querétaro Reynosa San Luis · Potosí Tampico Tapachula Tepic Tijuana Toluca Torreón Tuxtla Gutiérrez Uruapan Veracruz Villahermosa Zacatecas |
| 500 km1:6 468 000 |

Les aéroports les plus proches sont :
- Aéroport international del Bajio (144 km)
- Aéroport international d'Aguascalientes (147 km)
- Aéroport intercontinental de Querétaro (192 km)
- Aéroport international général Leobardo C. Ruiz (192 km)
- Aéroport International général Francisco J. Mujica (260 km)

## Galerie

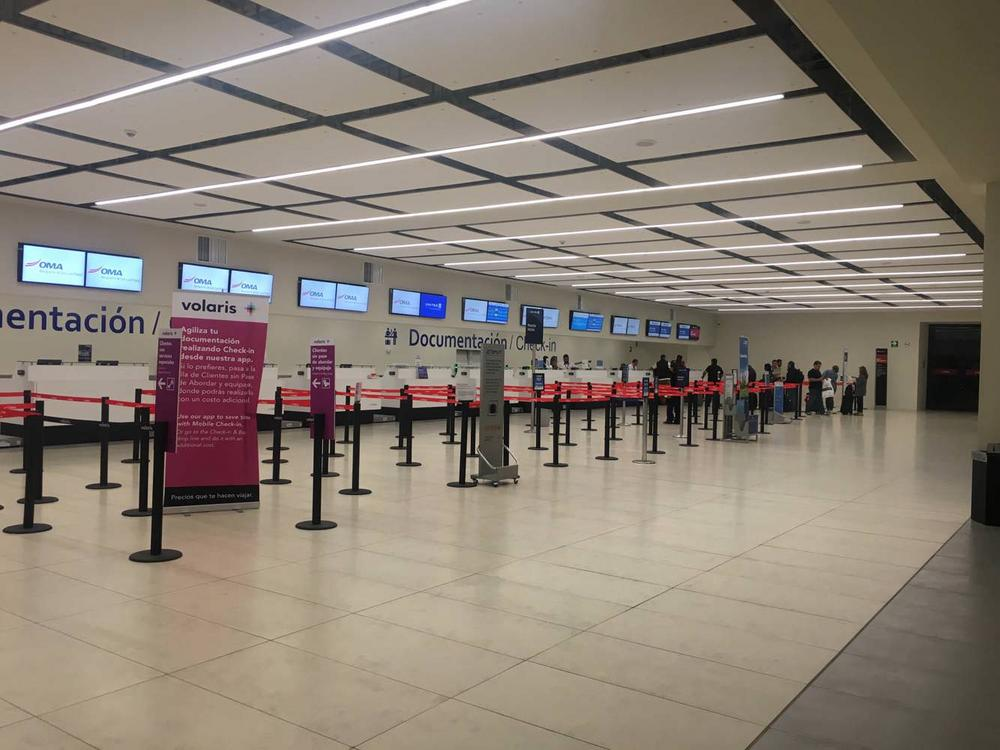
Comptoirs de documentation dans l'aéroport.
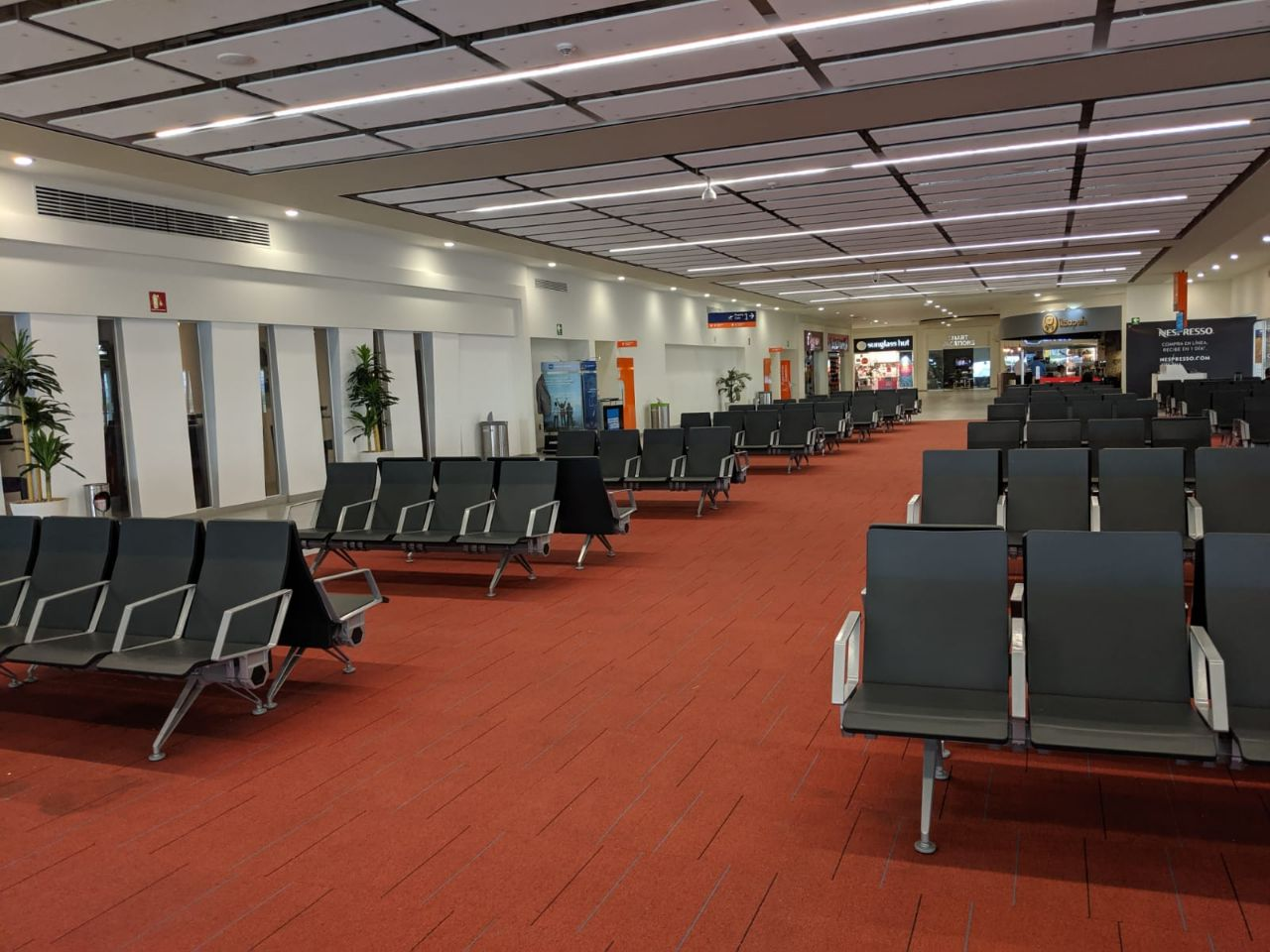
Salle d'attente.
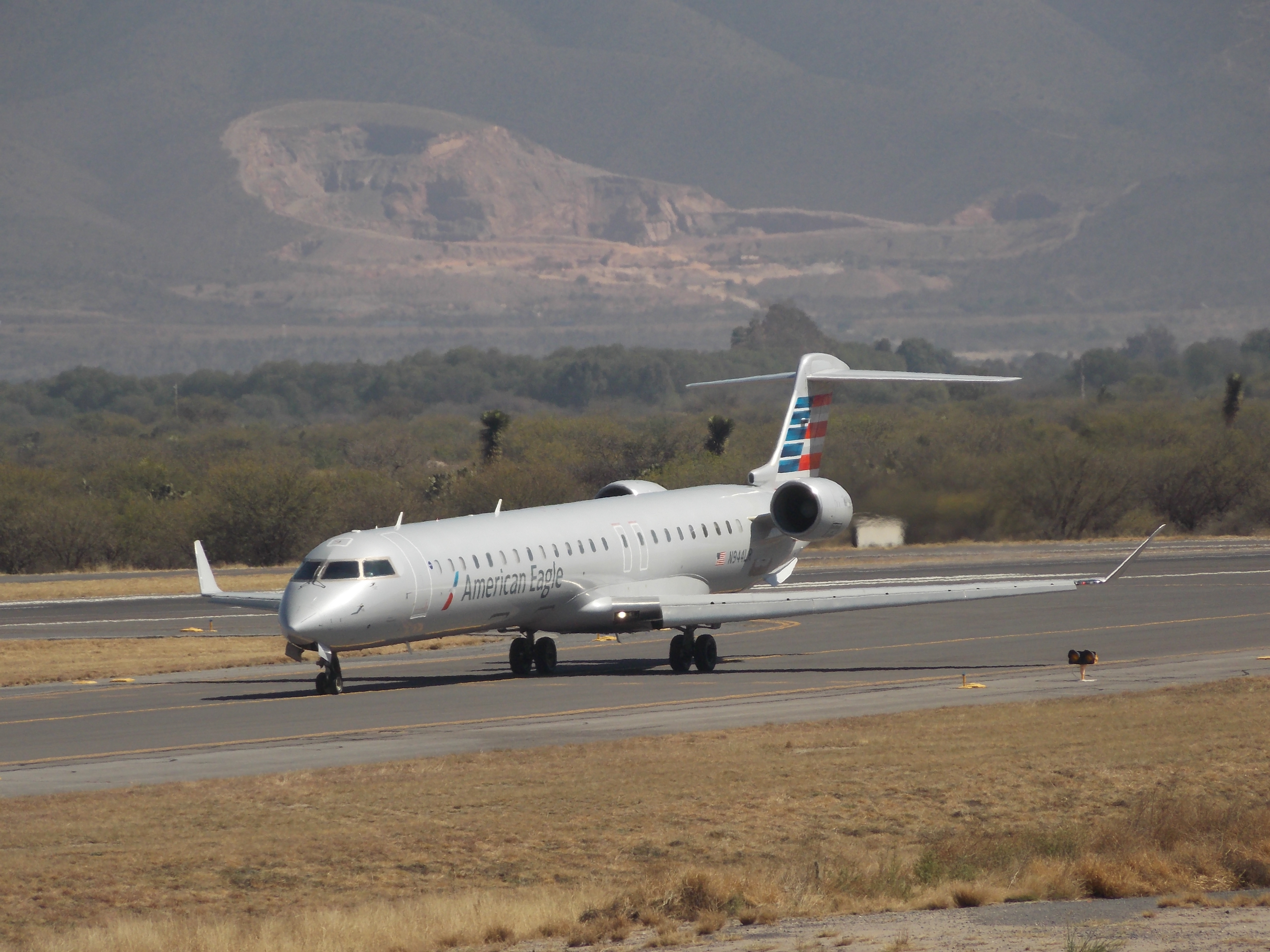
CRJ-900 d'American Eagle provenant de Dallas.
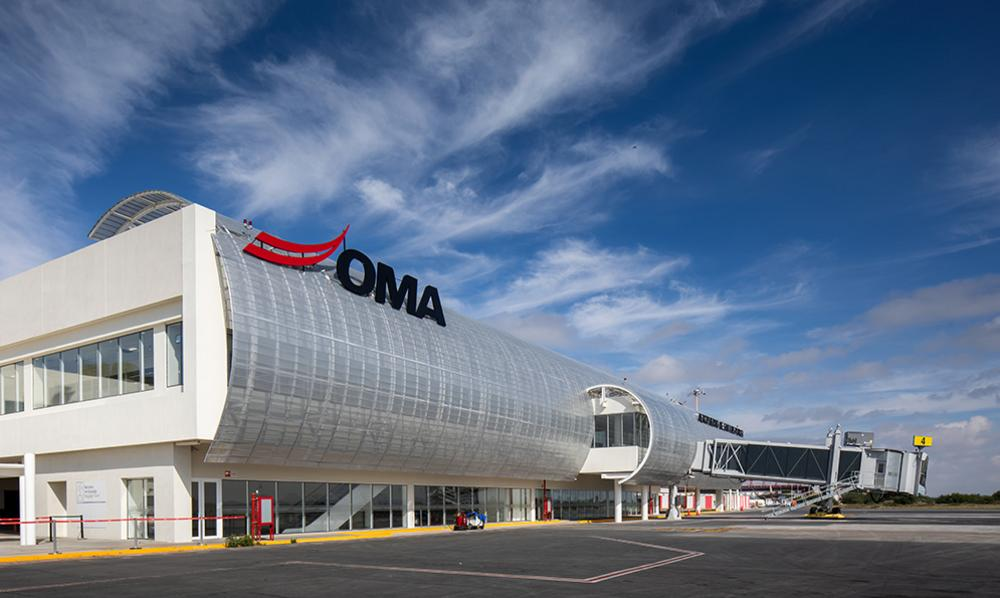
Avion de Volaris sur la plate-forme de l'aéroport.

## Statistiques

### En graphique
Pour des raisons techniques, il est temporairement impossible d'afficher le graphique qui aurait dû être présenté ici.

Voir la requête brute et les sources sur Wikidata.

### Routes plus transitées
| Nombre | Ville                     | Passagers | Classement    | Compagnie aérienne                    |
| ------ | ------------------------- | --------- | ------------- | ------------------------------------- |
| 1      | Mexico                    | 118,304   | en stagnation | Aeromar, Aeroméxico Connect, Interjet |
| 2      | Cancun, Quintana Roo      | 15,553    | en stagnation | Magnicharters, Volaris                |
| 3      | Monterrey, Nuevo León     | 15,148    | en stagnation | Aeroméxico Connect                    |
| 4      | Tijuana, Basse Californie | 7,368     | en stagnation | Volaris                               |
| 5      | Puerto Vallarta, Jalisco  | 646       |               | TAR                                   |
| 6      | Torreón, Coahuila         | 182       | 1             |                                       |
| 7      | Querétaro, Querétaro      | 130       |               |                                       |
| 8      | Acapulco, Guerrero        | 87        |               |                                       |
| 9      | Toluca, État du Mexique   | 43        | 3             |                                       |
| 10     | Puebla, Puebla            | 33        |               |                                       |

## Incidents et accidents
- Le 4 novembre 2008, le secrétaire de Gouvernement Juan Camilo Mouriño est mort à cause d'un accident à l'approche de l'aéroport international de Mexico, provenant de San Luis Potosí à bord d'un Learjet de la SEGOB.